# Théâtre Chanzy
Le théâtre de Chanzy est une salle de spectacle située à Angers en Maine-et-Loire.

## Description
Le théâtre Chanzy offre une programmation variée, avec notamment des représentations de du CNDL et du NTA. Il reçoit également des spectacles des élèves des différentes écoles de la ville d'Angers.
Extrait de la programmation 2007 : chœur et ballet de l'ex-Armée Rouge, La vie en rose (l'histoire chantée d'Édith Piaf), le chanteur Christophe Willem, conférences de l'association "Connaissances du monde".

## Localisation
Le théâtre se situe à proximité de la place Lafayette, non loin de la gare Saint-Laud.